# Azza Filali
Azza Filali (en árabe: عزة الفيلالي‎), nacida en 1952, es una médica y escritora tunecina en lengua francesa. Sus novelas y cuentos reflejan especialmente la historia de los últimos años de Túnez. Sus novelas son especialmente reconocidas en el marco de la literatura moderna tunecina. En 2014 publicó Les Intranquiles con el trasfondo de la revolución tunecina de 2011. Desde la revolución tunecina también escribe en el periódico La Presse. 

## Trayectoria literaria
Es médica de formación especializada en gastroenterología en el hospital La Rabta en Túnez y máster en filosofía en la Universidad de París (2009).
Su primer libro fue un ensayo publicado en 1991 sobre la práctica médica: Le Voyageur immobile (Alif – Les éditions de la Méditerranée). En 1999 publicó su primera novela: Monsieur L. 
En 2007, fue invitada en residencia de escritores con elle los autores Théo Ananissoh, Hélène Gaudy, Frank Secka y Claude Rizzo, por el Instituto francés de cooperación de Túnez para trabajar en el tema "Miradas sobre la adolescencia tunecina".
Con su novela  L'Heure du cru (2009), recibió en 2010 el premio especial del jurado Comar. 
En 2012 publica la novela Ouatann reflejando la época de Túnez pre-revolucionario de 2008. Con esta obra recibió el premio Comar de oro en 2012.
En febrero de 2012 organizó un coloquio con el Instituto Francés sobre la escritura en la Túnez posrevolucionaria.
En 2014 publicó Les Intranquilles en el que narra una historia con el trasfondo de la revolución tunecina de 2011. Un periodo que la escritora recuerda con alegría, con expectativa y esperanza en sus primeros pasos por el protagonismo de la población en la revuelta. Sus tres mujeres protagonistas son el reflejo - plantea Filali- de la lucha de las mujeres tunecinas por su autonomía. La novela fue reeditada en 2015.
En 2016 publica la recopilación de cuentos  ”De face et sans chapeau : Pointes sèches”.
Considera que sus obras se incriben en lo que ella denomina "la tunisianité".  ”Hay un ritmo tunecino en mis escritos -explica- lo asumo perfectamente porque una escritura honesta debe integrar el país como una componente de construcción de la historia".
Señala el valor que de la literatura tunecina en lengua francesa escrita por alguien que vive en Túnez en comparación a quien vive en el exterior. "El medioambiente cotidiano no es el mismo. Nosotros nos nutrimos de detalles específicos de la vida cotidiana para escribir... esta es la diferencia".
Además de médica y escritora, desde 2011 Filali colabora también con artículos en medios de comunicación. Es colaboradora habitual del periódico La Presse.

## Publicaciones

### Novelas
- Monsieur L. (1999) ISBN 978-9973193889
- Les Vallées de lumière (2001) ISBN 978-9973194886
- Propos changeants sur l'amour (2003) ISBN 978-9973195753
- Chronique d’un décalage (2005) ISBN 978-9973736000
- Vingt ans pour plus tard (2009) ISBN 978-9973580160
- L'Heure du cru (2009) ISBN 978-9973580177
- Ouatann (2012) ISBN 978-9973580450
- Les Intranquilles (2014) ISBN 978-9973580696

- Chronique d'un décalage (2020) ISBN 978-9973581082
- Malentendues (2024) ISBN 978-2492270895

### Cuentos
- Propos changeants sur l'amour (2003) ISBN 978-9973195753
- De face et sans chapeau (2016) ISBN 978-9973580863

### No ficción
- Le Voyageur immobile: réflexions sur la pratique médicale. Editorial Alif, Túnez, 1991 ISBN 978-9973716392
- Le Jardin écarlate. Editorial Cérès, Túnez, 1996 ISBN 978-9973176936